# أنطونيو بونيلا
أنطونيو بونيلا (بالإسبانية: Antonio Bonilla)‏ هو لاعب رماية إسباني، ولد في 6 ديسمبر 1882 في غوادالاخارا في المكسيك، وتوفي في 9 نوفمبر 1937 في مدريد في إسبانيا.

## وصلات خارجية
- أنطونيو بونيلا على موقع أوليمبيديا (الإنجليزية)